# کمپو مارزیو
کمپو مارزیو (rione) چهارمین ریونی رم  است که با حروف اول R. IV شناسایی شده‌است. این متعلق به شهرداری I است و بخش کوچکتری از محوطه باستانی کمپوس مارتیوس را پوشش می‌دهد.